# 学会 (会議)
学会（がっかい、英称: en:Academic conference、通称：会議）、シンポジウム（英称:en:Symposium）、研究発表会／研究会およびワークショップ（英称: academic workshop）は、研究者や実務家が成果について発表し、議論するための会議である。学術雑誌とともに、学術会議は研究者・実務家の間での情報交換を行うための重要な媒体となっている。

## 概要
学会（以下、会議）は、一般的に様々な発表から構成されている。口頭発表は、古くはスライド映写機やオーバーヘッドプロジェクタ（OHP）、現在ではプレゼンテーションソフトウェアを用いて行われる。発表は短くかつ簡潔に行われる傾向にあり、発表時間は10分から30分間ぐらいのことが多い。そして、発表の後には質疑応答が行われることが多い。
複数の発表はセッション（session）という単位でまとめられており、各セッションごとに司会（session chair）が任命され、発表および質疑応答を取り仕切る。
会議では基調講演（英称: en:Keynote, keynote speech, keynote address, keynote lecture）が行われることが多い。基調講演の講演者としては、その分野の著名な研究者が選ばれることが多い。しかし、会議によっては学界の外から著名人を呼んで講演してもらうこともある。基調講演の時間は、一般発表よりも長く1時間から1時間半ぐらいのことが多い。一般発表と同様に講演の後には質疑応答の時間が設けられる。1つの会議で複数の基調講演がある場合もある。
また、技術や知識の伝達を目的としたチュートリアル（英称: tutorial）が行なわれることもある。
多くの会議では晩餐会／交流会（英称: en:Banquet, social dinner, reception）が行われている。また、会議開催期間中に観光ツアーを実施する会議もある。
会議の開催連絡や論文の投稿募集は主催組織のWebサイトや機関誌、各分野のメーリングリストなどで行われる。論文投稿の呼びかける文書はCall for Papers, CFPやCall for Abstractsと呼ばれる。

## 名称と規模
一般的に大規模な（参加者および発表者が多い）ものを会議（conference）と呼ぶ。会議に比べ小規模なものを研究発表会、研究会、ワークショップ（workshop）と呼ぶことが多い。シンポジウムも比較的小規模なもののことを指し示すことが多い。
これらはシングルトラック（single track）かマルチトラック（multi track）で構成される。シングルトラックは、ある時間帯には1つのセッションのみが行なわれる形式である。マルチトラックは、複数のセッションが複数の場所（部屋）で同時に行われる形式である。マルチトラックの場合、全員が参加するセッションのことをプレナリーセッション（英称: Plenary session）と呼ぶ。
大きな会議では、一つおよび複数のセッションをワークショップとして実施する場合もある（当然、マルチトラックで行われる）。このようなときのプレナリーセッションを本会議と呼ぶことがある。
組織としての学会（以下、学会）の多くは定期的に全国大会や年次大会と呼ばれる会議を主催している。これは、学会の支部で開催される会議／研究会に対しての呼称である。
研究会やワークショップは、学会の（組織としての）研究会／SIG（Special Interest Group)が主催して行うことが多い。このため、研究会やワークショップは、会議に比べてより議論を重視する傾向がある。

## 運営組織
基本的にプログラム委員会を組織し、会議を運営する。学会／研究会・SIG主催の会議の場合は、プログラム委員会の構成員が学会／研究会・SIGの構成員と一致する。全国大会・年次会議（Annual conference）などの大規模会議の場合、会場の準備や設営、運営をイベント会社に委託する場合もある。

## 国際会議と国内会議
日本では、多くの場合、会議の公用語（論文、発表、議論に用いられる言語）が英語である会議を国際会議（英称: International conference）と呼び、会議の公用語が日本語であり、かつ、日本国内で行なわれる会議を国内会議（英称: Internal conference, Domestic conference）と呼んでいる。このため、日本国内で開催されていても会議の公用語が英語であるならば国際会議である。
会議によって名称は変わるが、各重要項目ごとに責任者として「〜委員長（〜 chair）」、運営や査読を支援するプログラム委員（Program committee）を定めることが多い。

## 発表資格
以下の組み合わせで発表資格が決まることが多い。
1. 会議主催者から招かれている（基調講演者、招待講演者）
2. 発表者（および投稿した論文の著者の一人）が学会員／研究会員／SIGメンバーである
3. 参加費を払っている（学会員／研究会員／SIGメンバーであるか、学生であるかによって参加費は変わることが多い）
4. 発表概要あるいは論文が適切である

1は別枠として、一般発表者は2と3、3と4、あるいは2 - 4の条件の組み合わせが多い。

## 会議録掲載論文と査読
会議によっては、発表内容を学術論文の形で提出させることがある。また、会議によっては提出した論文を査読し、発表させるかどうかを決めるものもある。
投稿された論文は会議録（英称: Proceedings）に収録される。難関会議や有名会議の会議録は会議録シリーズとして出版されることもある。一般に会議録掲載論文は学術雑誌掲載論文に比べ、ページ数の制限が厳しい。また、査読が行われる場合、査読期間が比較的短く、査読結果に対する異議申し立てができないことが多い。
会議録掲載論文の取扱いは分野によって大きく異なる。多くの分野では、会議録掲載論文は学術論文とみなされないことが多い。はじめての科学英語論文 5th Ed.から引用する。
しかし、計算機科学などの技術の革新が早い分野においては従来の学術雑誌の査読プロセスでは、技術革新の速度に対応できなくなっており、国際会議の重要性が高くなっている。

## 推薦文献
- 松尾 豊「「国際会議に通すための英語論文執筆」特集にあたって」『人工知能学会論文誌』第23巻第3号、人工知能学会、2008年5月、p. 356、NAID 110006664728。
- 横尾 真「難関国際会議に通すためには : 傾向と対策」『人工知能学会論文誌』第23巻第3号、人工知能学会、2008年5月、pp. 357-361、NAID 110006664729。
- 松尾 豊「英語論文の採択確率を上げるためにできること」『人工知能学会論文誌』第23巻第3号、人工知能学会、2008年5月、pp. 373-379、NAID 110006664732。